# Ceux qui vont bien
Pour plus de détails, voir Fiche technique et Distribution.
Ceux qui vont bien (Dene wos guet geit) est un film dramatique suisse réalisé par Cyril Schäublin et sorti en 2017. Il s'agit du premier long métrage de son réalisateur.
Le titre du film fait allusion à la chanson Dene wos guet geit du chansonnier suisse Mani Matter.

## Synopsis
Alice Türli travaille dans un centre d'appels à Zurich. Elle vend des offres d'Internet et de caisses d'assurance maladie à des inconnus à l'autre bout du fil. Après le travail, elle appelle des grands-mères célibataires et leur fait croire qu'elle est leur petite-fille et qu'elle a besoin d'argent. Grâce à cette astuce, elle parvient à s'emparer de 50 000 francs suisses, mais elle est bientôt arrêtée.

## Fiche technique
- Titre original : Dene wos guet geit[1]
- Titre français : Ceux qui vont bien[2]
- Réalisateur : Cyril Schäublin
- Scénario : Cyril Schäublin
- Photographie : Silvan Hillmann
- Montage : Silvan Hillmann, Cyril Schäublin
- Musique : Linda Vogel
- Costumes : Irene Schweizer
- Production : Linda Vogel, Silvan Hillmann, Hacisalishade Lara, Cyril Schäublin
- Société de production : Seeland Filmproduktion, Amon Films, Film IGRF
- Pays de production :  Suisse
- Langue de tournage : suisse allemand, arabe, russe
- Format : Couleur - 2,35:1 - Son mono - 35 mm
- Durée : 71 minutes
- Genre : Drame
- Dates de sortie :
  - Suisse : 8 août 2017 (festival du film de Locarno) ; 11 juillet 2018 (Suisse alémanique) ; 23 mai 2018 (Suisse romande)

## Distribution
- Mohamed Aghrabi
- Liliane Amuat
- Daniel Bachmann
- Chihanez Benomar
- Daniel Binggeli
- Pascale Birchler
- Nikolai Bosshardt
- Sen Fang
- Patric Dal Farra
- Chloé Dudzi
- Suna Erogle
- Esther Flückiger
- Ivan Georgyev
- Margot Gödrös (de)
- Zhang Jing
- Tony Majdalani
- Elena Mayarova
- Arno Meier
- Bruno Meier
- Hanspeter Meier
- Valentin Merz
- Fidel Morf
- Ralph Rutishauser
- Maxi Schmitz
- Nadim Shehadeh
- Bert Siegfried
- Tobias Spichtig
- Daniel Stähli
- Sarah Stauffer
- Li Tavor
- Linda Vogel
- Jakob Zimmermann

## Accueil critique
« Das alles ist deshalb so stark, weil es lakonisch dargereicht und ohne didaktischen Wink mit dem Zaunpfahl erzählt wird: Von der ruhigen Kamera oft auf eine Distanz gehalten, die uns in die Rolle der Voyeure versetzt, beobachten wir einfach. Wir hören die bruchstückhaften Dialoge und ziehen unsere Schlüsse – ohne dass uns zehnmal vorgekaut würde, was wir davon zu halten hätten. Diesen Mut, sich ganz auf die Wirkung des Gezeigten zu verlassen, vermisst man im hiesigen Filmschaffen allzu oft. (…) Ein brillianter Erstling »
— Urs Bühler du Neue Zürcher Zeitung

« Si tout cela est si fort, c'est parce que c'est présenté de manière laconique et que le récit ne comporte aucun clin d'œil didactique : Maintenus souvent à une distance qui nous place dans le rôle de voyeurs par la caméra calme, nous observons simplement. Nous écoutons les dialogues fragmentés et tirons nos conclusions - sans qu'on nous dise dix fois ce que nous devons en penser. Ce courage de se fier entièrement à l'effet de ce qui est montré manque trop souvent dans la production cinématographique locale. (...) Un premier film brillant ». »